# Ernst Klett Verlag

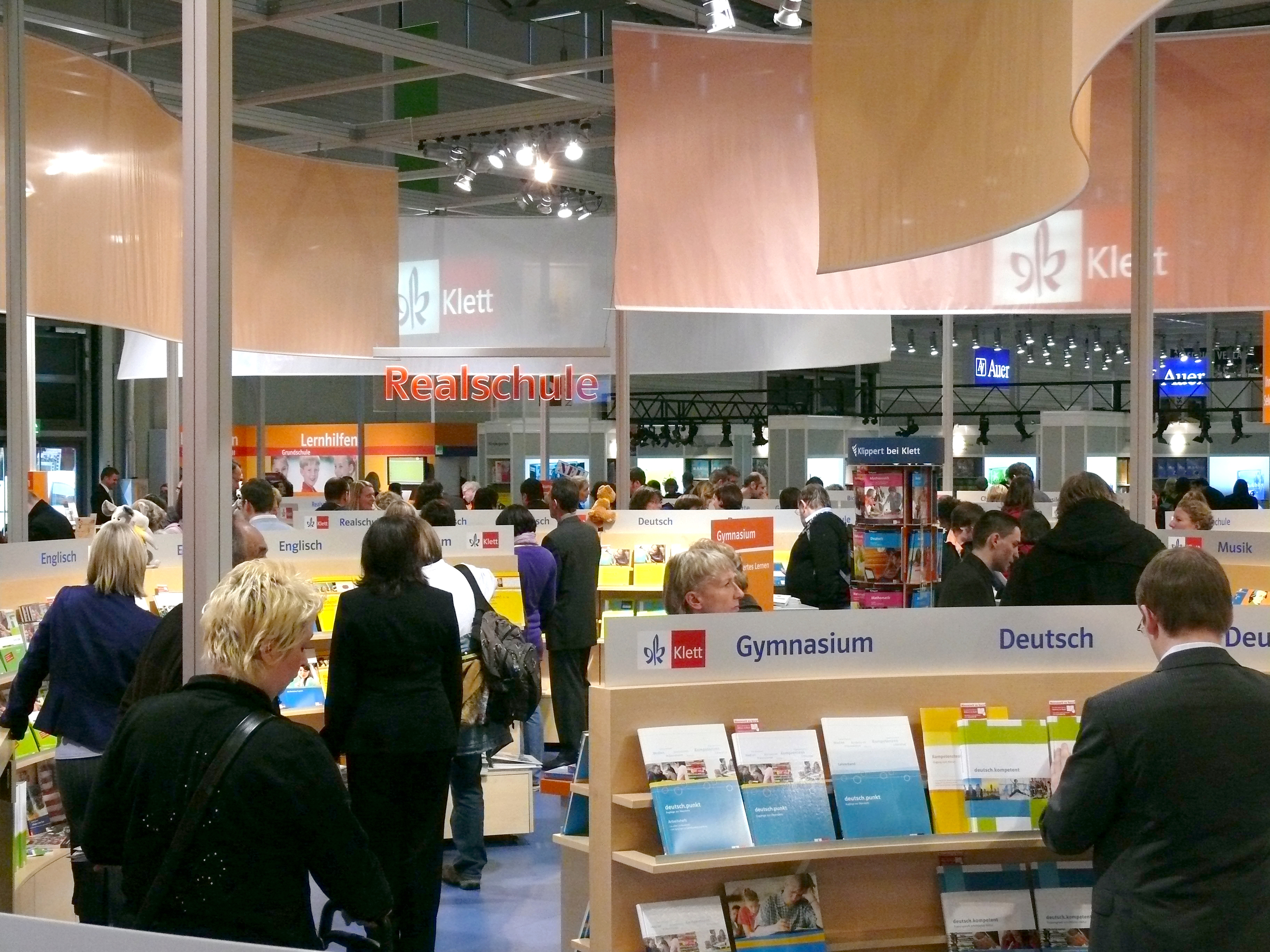
Standul expozițional al Klett Verlag la didacta 2010

Ernst Klett Verlag GmbH este o editură școlară germană cu sediul la Stuttgart. Ea are filiale în Leipzig și Dortmund, precum și puncte de vânzare directă în unsprezece orașe mari din Germania, unde se oferă asistență pentru clienți.
Ernst-Klett-Verlag a fost fondată la Stuttgart în 1897 de către Ernst Klett cel Bătrân; grupul Klett a fost înființat în 1995. Acest grup include, în afară de editura de carte școlară, editurile Klett-Cotta Verlag, PONS GmbH, Ernst Klett Sprachen GmbH și Friedrich Verlag.

## Istoric
În 1930, Ernst Klett cel Tânăr a extins programul de manuale regionale, achiziționând departamentul de manuale al editurii Bonz. El a obținut în 1945 o licență de publicare de la guvernul militar american, fiind una dintre primele edituri germane ce au fost autorizate să funcționeze de autoritățile militare de ocupație.
Manuale comune, cum ar fi de Learning English și cartea de matematică Lambacher Schweizer, au fost publicate în 1947. În 1956 a fost înființat la München primul birou de informații din afara orașului Stuttgart. Din 1962 a apărut seria „Tönende Klett-Bücher”, cu înregistrări și casete pentru educație multi-media.
În 1968 a fost fondată în cadrul editurii școlare o secție cartografică. În 1970 au apărut primele diapozitive (= Arbeitsstransparente) pentru utilizarea pe proiectorul retroactiv în domeniul biologiei. În 1971, Klett a prezentat un program de testare pentru predarea asistată de calculator la Salonul Didactic pentru Pedagogie „Interschul” din Dortmund. De asemenea, au apărut filme didactice pentru lecțiile de biologie.
În 1990, Ernst Klett Verlag a deschis în Leipzig prima ramură a unei edituri vest-germane în noile state federale.
Editura de carte școlară și-a mutat sediul în Leipzig.

## Logo-ul

Crinul Klett

Ernst Klett Verlag GmbH are ca logo așa-numitul crin Klett. Logo-ul este folosit, de asemenea, și de alte societăți din grupul Klett. A fost dezvoltat în 1953 de către S. și H. Lämmle din Stuttgart și este alcătuit din literele stilizate E și K, inițialele fondatorului companiei Ernst Klett.

## Produse cunoscute
Cele mai cunoscute mărci ale editurii sunt Green Line, Red Line, Orange Line, Découvertes, Haack Weltatlas, Lambacher Schweizer și manualul de istorie germano-francez Histoire/Geschichte.